# Flicken

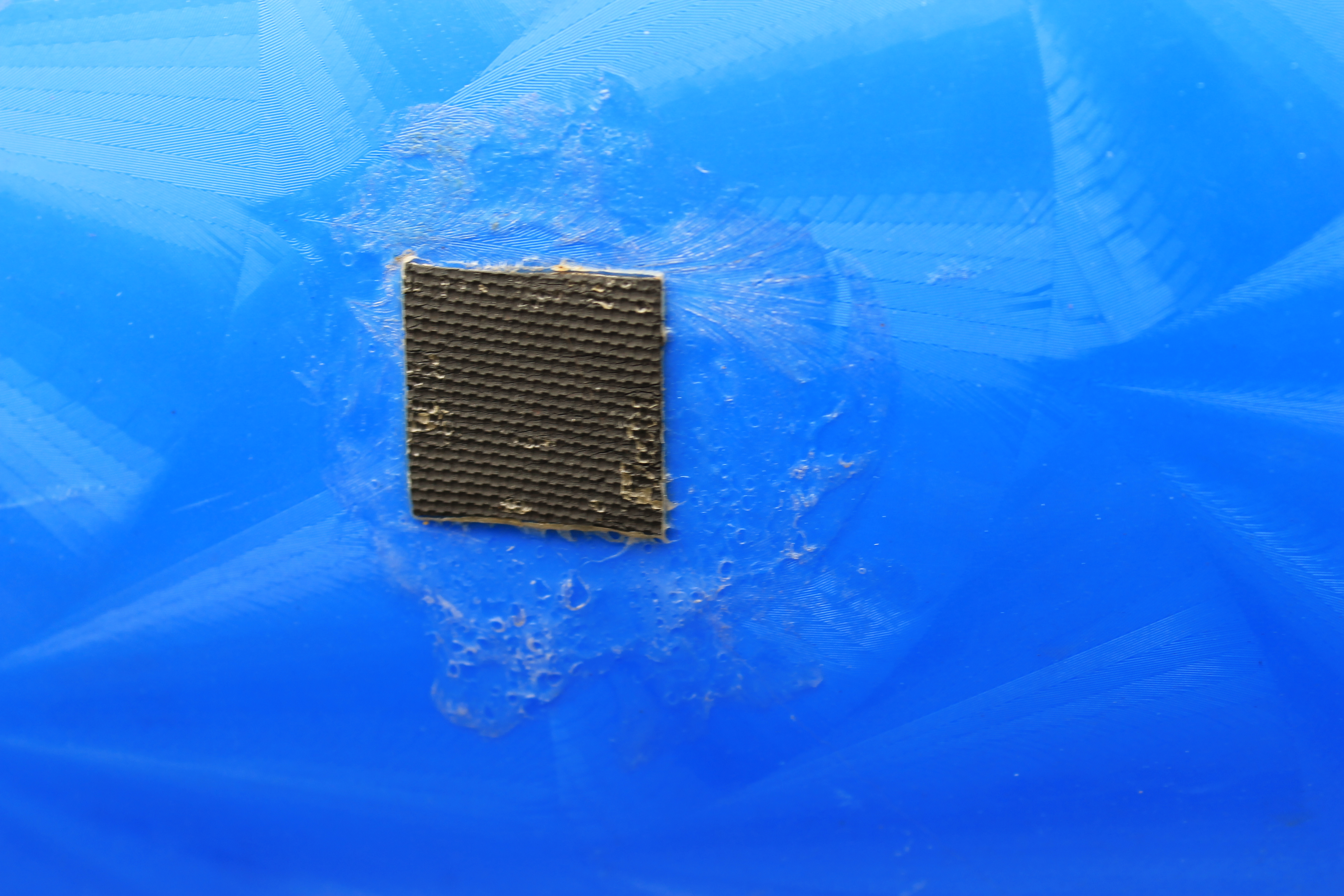
Ein Flicken an einem Swimmingpool

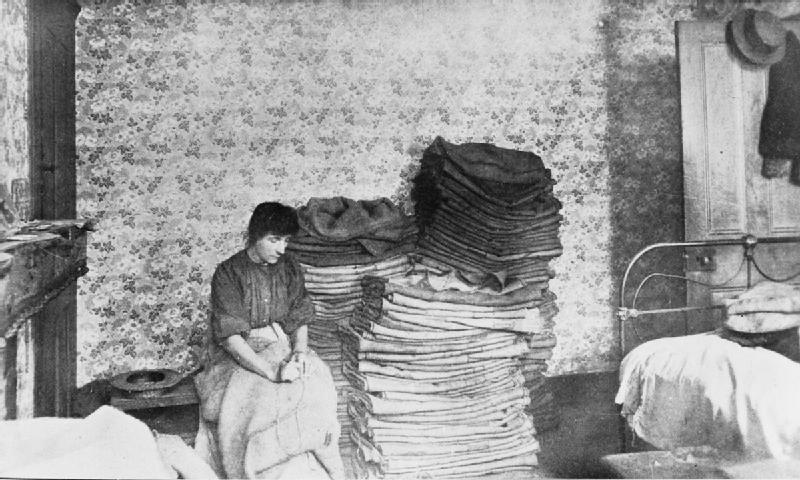
Flicken von Säcken

Ein Flicken ist ein zur Reparatur eines beschädigten Gegenstandes (etwa eines Textilstücks, eines Fahrradschlauchs oder eines Daches) verwendetes Materialstück, mit dem die schadhafte Stelle überdeckt wird, statt das beschädigte Teilstück auszutauschen.

## Näheres
Meist wird zum Überdecken das gleiche Material gewählt und durch Annähen, Kleben, Löten oder Vulkanisation an der Schadstelle befestigt. Das Anbringen eines Flickens heißt flicken. Unter einer Flickstelle wird eine defekte oder beschädigte Stelle verstanden, welche nachträglich mit einem Flicken instand gesetzt oder repariert wird und wird häufig im Zusammenhang mit Textilien bzw. Stoffen, Abdichtungen, im Straßenbau und im Bereich der Philatelie genannt.
Im Grammatisch-kritischen Wörterbuch der Hochdeutschen Mundart von 1793 von Johann Christoph Adelung heißt es dazu: Ein Flicken sei , derjenige Fleck, welcher auf eine beschädigte oder zerrissene Stelle geheftet wird. Auch bei der Reparatur von Fischernetzen spricht man vom Flicken, obwohl kein Flicken aufgebracht wird, sondern das Loch im Netz lediglich zugeknotet wird. Bei Schuhen und Stiefeln heißt ein Flicken aus Leder Riester.
Literarisch bekannt ist aus Nikolaus Lenaus Gedicht „Die drei Zigeuner“ die 5. Strophe: An den Kleidern trugen die drei | Löcher und bunte Flicken; | Aber sie boten trotzig frei | Spott den Erdengeschicken.

## Wortherkunft
Im Mittelhochdeutschen meint vlicken „einen Fleck an- oder aufsetzen“. Die heutige Bedeutung ist ausbessern. Bekannt sind der Flickschneider, der Flickschuster und der Kesselflicker. Im Frühneuhochdeutschen des 15. Jahrhunderts ist Flickwerk „schlechte, zusammengeflickte Arbeit“.